# (2481) Bürgi
(2481) Bürgi est un astéroïde de la ceinture principale.

## Description
(2481) Bürgi est un astéroïde de la ceinture principale. Il fut découvert le 18 octobre 1977 à l'observatoire Zimmerwald par Paul Wild. Il présente une orbite caractérisée par un demi-grand axe de 2,57 UA, une excentricité de 0,26 et une inclinaison de 2,3° par rapport à l'écliptique.

## Compléments